# Eldorado (wiersz)
Eldorado – wiersz amerykańskiego poety romantycznego Edgara Allana Poego, opublikowany w 1849 roku.

## Charakterystyka ogólna
Elodrado, obok słynnego Kruka (ang. The Raven), należy do najpopularniejszych utworów poety, jak też do wierszy najczęściej przedrukowywanych w antologiach liryki amerykańskiej i stale obecnych w Internecie zarówno w postaci drukowanej, jak i recytowanej. Utwór ten jest dosyć krótki, bowiem składa się z czterech strof sześciowersowych. Mimo niewielkich rozmiarów opowiada historię na sposób epicki. Akcja trwała najwidoczniej wiele lat, skoro bohater zdążył się zestarzeć.
Gaily bedight,
A gallant knight,
In sunshine and in shadow,
Had journeyed long,
Singing a song,
In search of Eldorado.

But he grew old—
This knight so bold—
And o'er his heart a shadow
Fell as he found
No spot of ground
That looked like Eldorado.

And, as his strength
Failed him at length,
He met a pilgrim shadow—
"Shadow," said he,
"Where can it be—
This land of Eldorado?"

"Over the Mountains
Of the Moon,
Down the Valley of the Shadow,
Ride, boldly ride,"
The shade replied—
"If you seek for Eldorado!"

## Forma
Utwór jest napisany wierszem jambicznym przy użyciu wersów dwustopowych męskich (akatalektycznych) i trójstopowych żeńskich (hiperkatalektycznych), czterokrotnie powtarza się w nim para rymów shadow : Eldorado, co buduje spójność tekstu.

## Treść
Ballada opisuje wędrówkę rycerza, który przez wiele lat bezskutecznie poszukuje mitycznego kraju Eldorado (czyli Złotej Krainy). W miarę upływu czasu bohater, początkowo wesoły, coraz bardziej pogrąża się w depresji i zwątpieniu. Wtedy jednak napotyka tajemniczego pielgrzyma, który wskazuje mu właściwą drogę do celu. Zasługą Poego było skrótowe ujęcie tematu w zaledwie dwudziestu czterech wersach.

## Przekłady
Omawiany wiersz wzbudził stosunkowo duże zainteresowanie wśród polskich tłumaczy. Na warsztat wzięli go już poeci młodopolscy Jerzy Żuławski i Antoni Lange. Później tłumaczyli go Stanisław Barańczak, Wiktor J. Darasz i Krzysztof Jaskuła. Wszyscy ci tłumacze wiernie odwzorowywali jambiczne metrum utworu. Natomiast Maria Bechczyc-Rudnicka zastosowała anapest.
Jak gdyby w tan
rycerski pan
dniem jechał, nocą bladą,
wśród pól i drzew
i śpiewał śpiew
szukając Eldorado.

Lecz z biegiem lat
ten rycerz chwat
twarz schylił smutkiem bladą:
jak wielki ląd –
ni jeden kąt,
by był, jak Eldorado!

U schyłku sił,
napotkał był
pielgrzyma – marę bladą:
„Maro! – rzekł – stój!
gdzie kraj ten mój
być może, Eldorado?”

„Za srebrny mur,
Księżyca Gór,
w Dolinę Cieniów bladą,
goń, śmiało goń
– Cień rzecze doń -
a znajdziesz Eldorado!”
(tłum. Jerzy Żuławski)